# Navettasaari, Ranua
Navettasaari är en ö i Finland. Den ligger i Simo älv i kommunen Ranua, landskapet Lappland i den norra delen av landet, 700 km norr om huvudstaden Helsingfors.